# Le Sap
Le Sap foi uma comuna francesa na região administrativa da Normandia, no departamento Orne. Estendia-se por uma área de 22,53 km². Em 2010 a comuna tinha 967 habitantes (densidade: 42,9 hab./km²).
Em 1 de janeiro de 2016, passou a formar parte da nova comuna de Sap-en-Auge.